# Qalqiliya
Qalqiliya (arabisch قلقيلية Qalqīliya, manchmal auch قلقيليا Qalqīliyā; alternativ im Deutschen Kalkilia) ist eine palästinensische Stadt mit etwa 49.000 Einwohnern (2014), von denen 35.000 Nachkommen von Flüchtlingen sind, im nordwestlichen Teil des Westjordanlands. Sie liegt an der sogenannten Grünen Linie, also der Waffenstillstandslinie von Israel aus dem Jahr 1949.

## Geschichte

### Geschichte bis 1967
Während des Ersten Weltkriegs erhielt Qalqiliya 1915 einen Bahnhof, als die Osmanische Militärbahn in Palästina eine Schmalspurbahn vom Bahnhof Masʿūdiyya der Bahnstrecke Afula–Nablus nach Süden vorantrieb. Die von Süden vorrückenden Briten führten ihre von der Sinai-Bahn kommende normalspurige Strecke die osmanische Trasse von Lod bis Tulkarm umgespurt einbeziehend in Richtung Haifa weiter. Die Palästinensische Eisenbahn betrieb diese Bahn als ihre Hauptstrecke Haifa–Qalqiliya–Qantara. 
Nachdem Israel im Rahmen des UN-Teilungsplans für Palästina am 14. Mai 1948 seine Unabhängigkeit erklärt hatte, eröffneten einmarschierende arabische Armeen den Palästinakrieg. Dabei kämpften sie und die israelische Armee gegeneinander um Geländegewinne, wobei letztere die palästinensische Stadt Kafr Saba eroberte und die einheimische Bevölkerung vertrieb. Die Stadt Kafr Saba lag zwischen dem heutigen Kfar Saba und Qalqiliya. Viele dieser Flüchtlinge flohen nach Qalqiliya. 
Die palästinensische Stadt Qalqiliya nahmen arabische Streitkräfte ein und die Frontlinie wurde westlich der Stadt gehalten. In den Waffenstillstandsabkommen von 1949 fixierten die Kriegsparteien Ägypten, Libanon, Jordanien und Syrien mit Israel die gehaltene Front als Grüne Linie. Die Kriegsgegner schlossen nicht Frieden, einigten sie sich weder auf anerkannte Grenzen, noch nahmen sie diese überschreitenden Verkehr oder diplomatische Beziehungen auf. Die so geschlossene Grüne Linie trennte die nun jordanische Stadt von ihrem Bahnhof, der auf israelischer Seite lag.
Die Stadt wurde 1956 von der israelischen Armee angegriffen, wobei 18 Israelis starben und weitere 68 verwundet wurden. Die Zahl der getöteten jordanischen Soldaten lag zwischen 80 und 90 1967 wurde die Stadt von der israelischen Armee erobert und die Bevölkerung vertrieben, zahlreiche Häuser wurden demoliert. Jedoch erlaubte die israelische Armee später die Rückkehr.

### Jüngste Geschichte
Rechtlich befindet sich Qalqiliya seit dem Oslo-II-Abkommen von 1995 in der sogenannten Zone A, die ausschließlich der Kontrolle der palästinensischen Autonomiebehörde unterliegt. Allerdings rückte Israel mit Beginn der al-Aqsa-Intifada wieder in die Stadt ein. Es ist jedoch geplant, den Palästinensern die Kontrolle über Qalqiliya zurück zu übertragen.

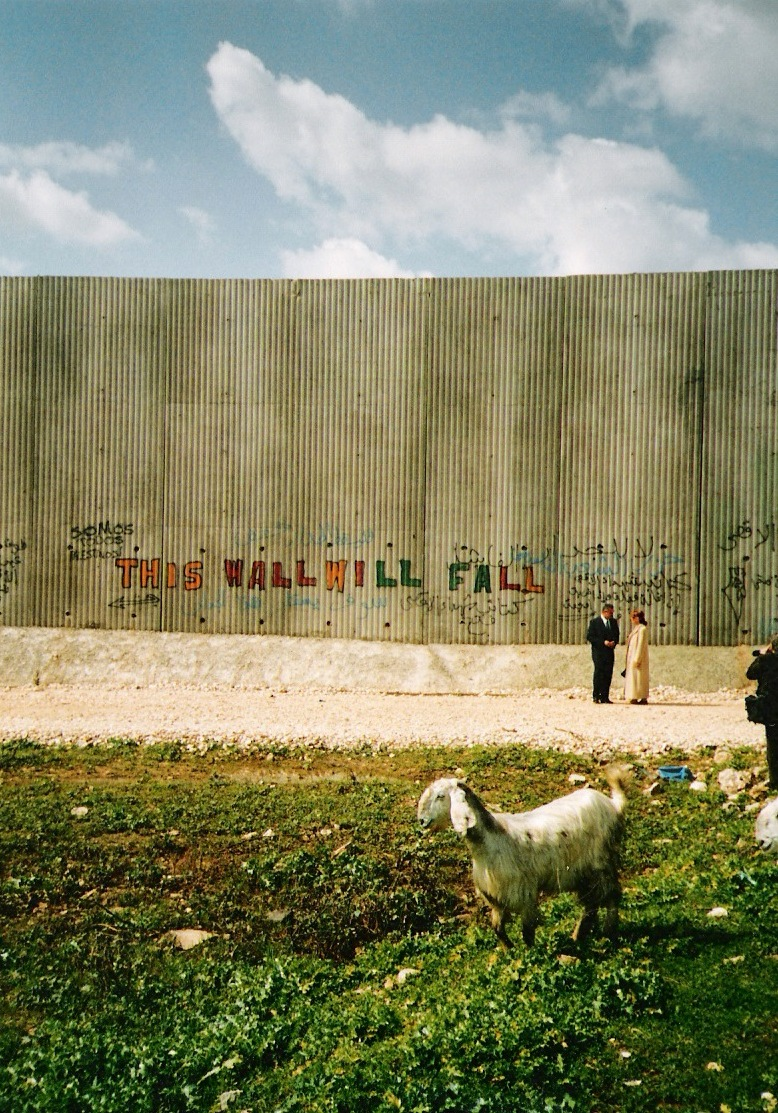
MdEP Véronique De Keyser spricht an der Sperranlage im Februar 2004 mit dem Bürgermeister Qalqilyas

Um Qalqiliya herum verläuft – auf palästinensischem Territorium – die seit 2003 im Bau befindliche israelische Sperranlage. Letztere hat in diesem Bereich die Form einer Betonmauer. Die Sperranlage umschließt die Stadt fast vollständig, lediglich im Osten erfolgt der einzige Zugang zu Qalqiliya durch einen israelischen Checkpoint. Qalqiliya ist damit von seinen Nachbarorten sowie von seinem Agrarland abgeschnitten. 
2005 erwähnte John Dugard für einen Report der Menschenrechtskommission der Vereinten Nationen, dass die Mauer in Qalqilya dazu führe, dass Regenwasser nicht abfließen könne und dadurch Überflutungen und schwere Schäden angerichtet habe.
Bürger der Stadt haben sich laut der israelischen Menschenrechtsorganisation Jesch Din im Oktober 2010 mit einer Petition an Israels Obersten Gerichtshof gewandt um den Zugriff auf ihr Agrarland während der Olivenernte sicherzustellen; dieser war ihnen von den israelischen Behörden verweigert worden.

## Sehenswürdigkeiten
- Zoo[7]

## Städtefreundschaft
- Mülheim an der Ruhr, Deutschland